# Червоний вовк (фільм)
«Червоний вовк» — шведський фільм-трилер 2012 року, режисером якого виступила Агнета Фагерстрьом-Ольссон. Фільм оснований на однойменному романі Лізи Маркланд. Сценарій фільму написали Бйорн Пакулін і Антонія Пик.

## Сюжет
У місті Лулео вбивають журналіста. Головна героїня Анніка Бенгцзон вирушає на місце події. Кількість загиблих збільшується, і Бенгцон має справу з серійним вбивцею.

## Акторський склад
- Малін Крепін — Анніка Бенгцзон
- Бйорн Келлман — Андерс Шиман
- Живі Андре — Шипи
- Кайса Ернст — Беріт Хамрін
- Ерік Йоханссон — Патрік Нільссон
- Фелікс Енгстрем — Q
- Річард Ульфсатер — Томас Самуельсон
- Ельвіра Франзен — Еллен
- Едвін Рідінг — Калле
- Ганна Альстром — Софія Гренборг
- Анна Аскарат — Карина Бьорнлунд
- Марика Ліндстрем — Доріс
- Рольф Дегерлунд — комісар Суп
- Геран Форсмарк — Ганс Бломгрен
- Пер Рагнар — Рагнвальд

## Про фільм
Фільм був знятий у місті Лулео з бюджетом 15 000 000 шведських крон. Його випустила компанія Yellow Bird Films у колоаборації з Degeto Film, TV4 Nordisk Television, Nordisk Film і Filmpool Nord як співвиробників. Продюсерами картини стали Дженні Гілбертсон, Гансом-Вольфганг Юрганом, Лоне Корслунд, Оса Шьоберг і Пер-Ерік Свенсон. Виконавчими продюсерами виступили Анні Фарбіе Фернандес, Оле Сондберг і Мікаель Валлен.
Червоний вовк вийшов 2012 року на DVD у:
- Сполучених Штатах (1 червня);
- Нідерланди (24 червня);
- Швеція (1 серпня);
- Польща (18 листопада).

В Угорщині прем'єра фільму відбулася 24 лютого 2013 року, а в Німеччині 11 травня того ж року. Його розповсюдили Nordisk Film (Швеція) Zodiak Rights (світ), AXN (Угорщина), Katholieke Radio Omroep (KRO) і Lumière Home Entertainment (Нідерланди).
Музику написав Адам Норден.

## Критика
Moviezine оцінили його на один бал з п'яти можливих. Рецензент Олександр Дунерфорс назвав фільм «смішним та паршивим».